# Xylopsocus
Xylopsocus is een geslacht van boorkevers (Bostrichidae). De wetenschappelijke naam is voor het eerst gepubliceerd door Pierre Lesne in 1901.
Volgens Lesne komt dit geslacht voor in de gebieden rond de Indische Oceaan en de westelijke Stille Oceaan; een soort (Xylopsocus capucinus) was geïntroduceerd in West-Afrika en Zuid-Amerika.

## Soorten
Soorten beschreven door Lesne en gepubliceerd in 1901:
- Xylopsocus rubidus Lesne
- Xylopsocus ebeninocollis Lesne
- Xylopsocus capucinus (Fabricius)
- Xylopsocus radula Lesne
- Xylopsocus bicuspis Lesne
- Xylopsocus castanoptera (Fairmaire)
- Xylopsocus sellatus (Fahraeus)
- Xylopsocus edentatus (Montrouzier)
- Xylopsocus gibbicollis (MacLeay)

Soorten die nadien beschreven werden:
- Xylopsocus acutespinosus Lesne
- Xylopsocus burnsi Vrydagh
- Xylopsocus distinctus Rai
- Xylopsocus ensifer Lesne
- Xylopsocus galloisi Lesne
- Xylopsocus indianus Vrydagh
- Xylopsocus intermedius Damoiseau in Damoiseau & Coulon
- Xylopsocus philippinensis Vrydagh
- Xylopsocus ritsemai Lesne